# Jan Zamoyski

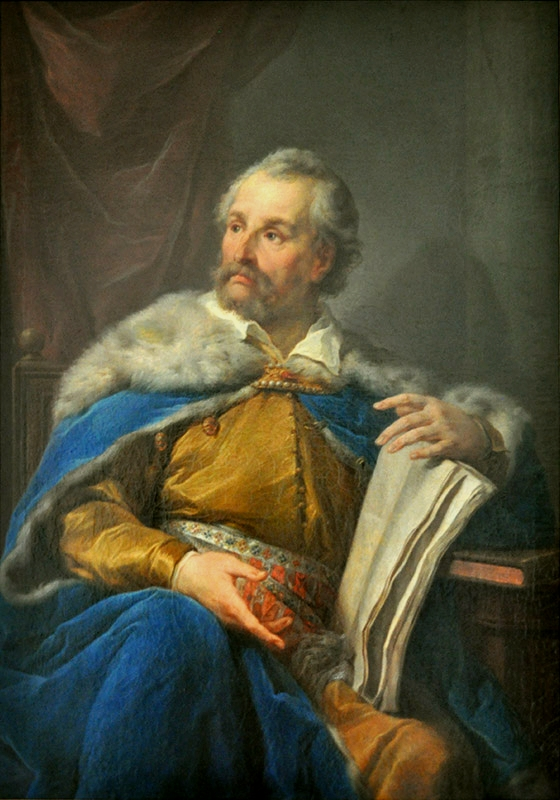
Jan Zamoyski, portret Marcello Bacciarellego

Jan Sariusz Zamoyski (Jan Zamojski) herbu Jelita (ur. 19 marca 1542, zm. 3 czerwca 1605) – sekretarz królewski od 1565, podkanclerzy koronny od 1576, kanclerz wielki koronny od 1578 i hetman wielki koronny Rzeczypospolitej Obojga Narodów od roku 1581. Generalny starosta krakowski w latach 1580–1585, starosta bełski, malborski, grodecki, jaworowski, krzeszowski, tykociński i dorpacki, starosta międzyrzecki w 1580 roku, starosta knyszyński w 1574 roku. Doradca króla Zygmunta II Augusta i Stefana Batorego. Główny przeciwnik sukcesora po Batorym, Zygmunta III Wazy. Humanista-mecenas, filolog i mówca, magnat.
Jako senator brał udział w sejmach: 1601, 1603 i 1605 roku.

## Życiorys

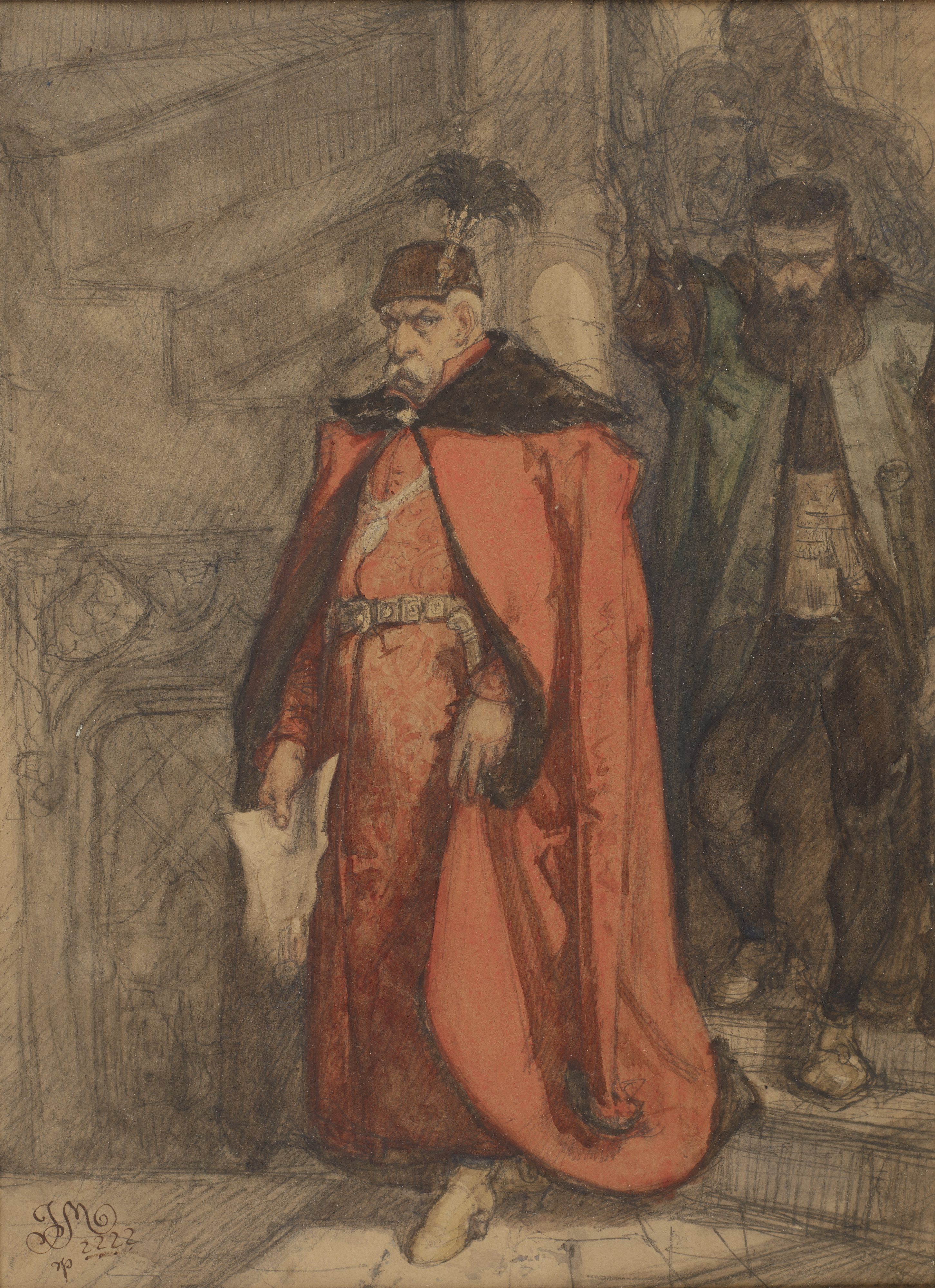
Jan Matejko, Jan Zamoyski idący obwieścić wyrok śmierci Zborowskiemu, 1860

### Wczesne lata: królewskie wsparcie

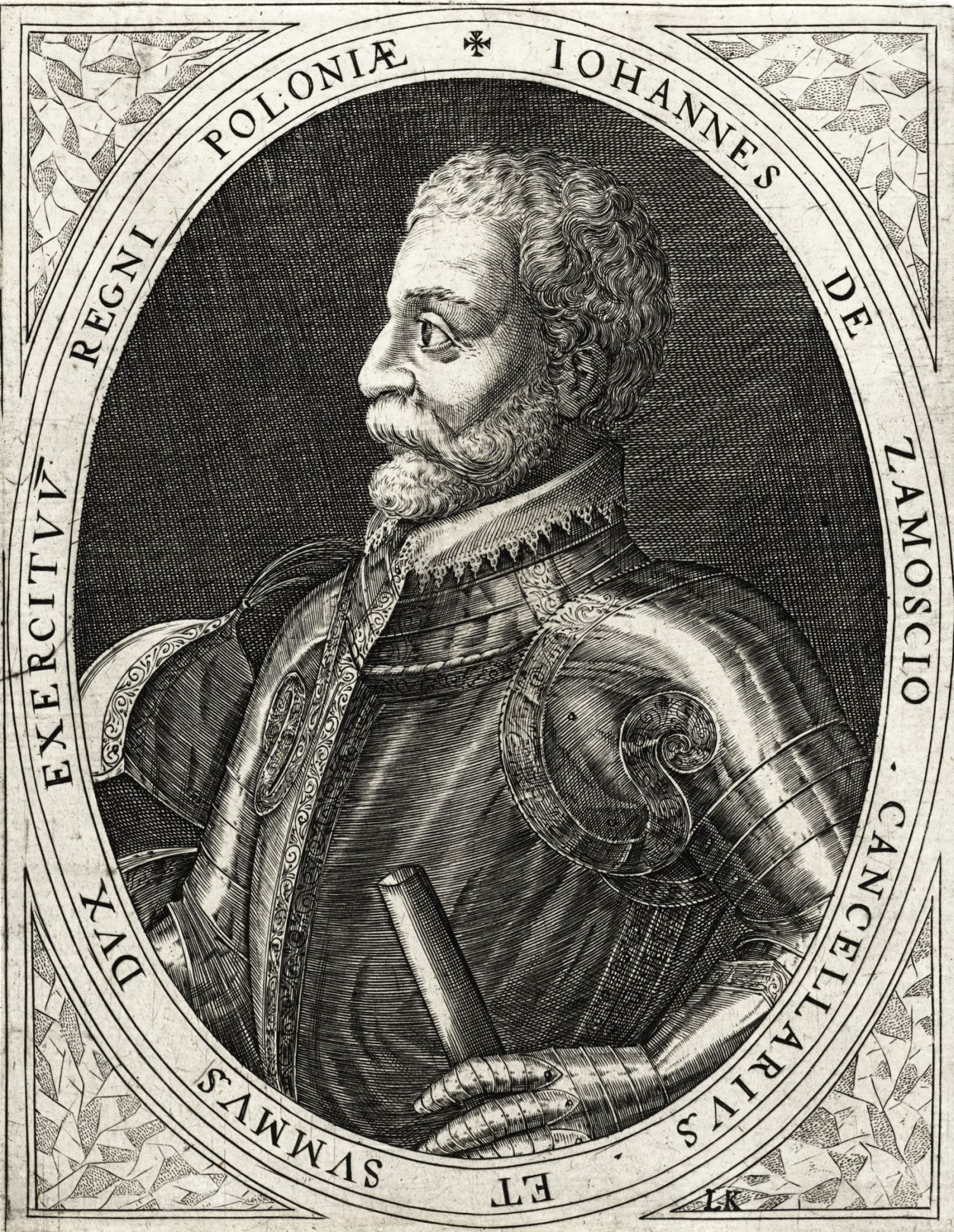
Portret Jana Zamoyskiego, miedzioryt Dominika Custosa z około 1600 roku

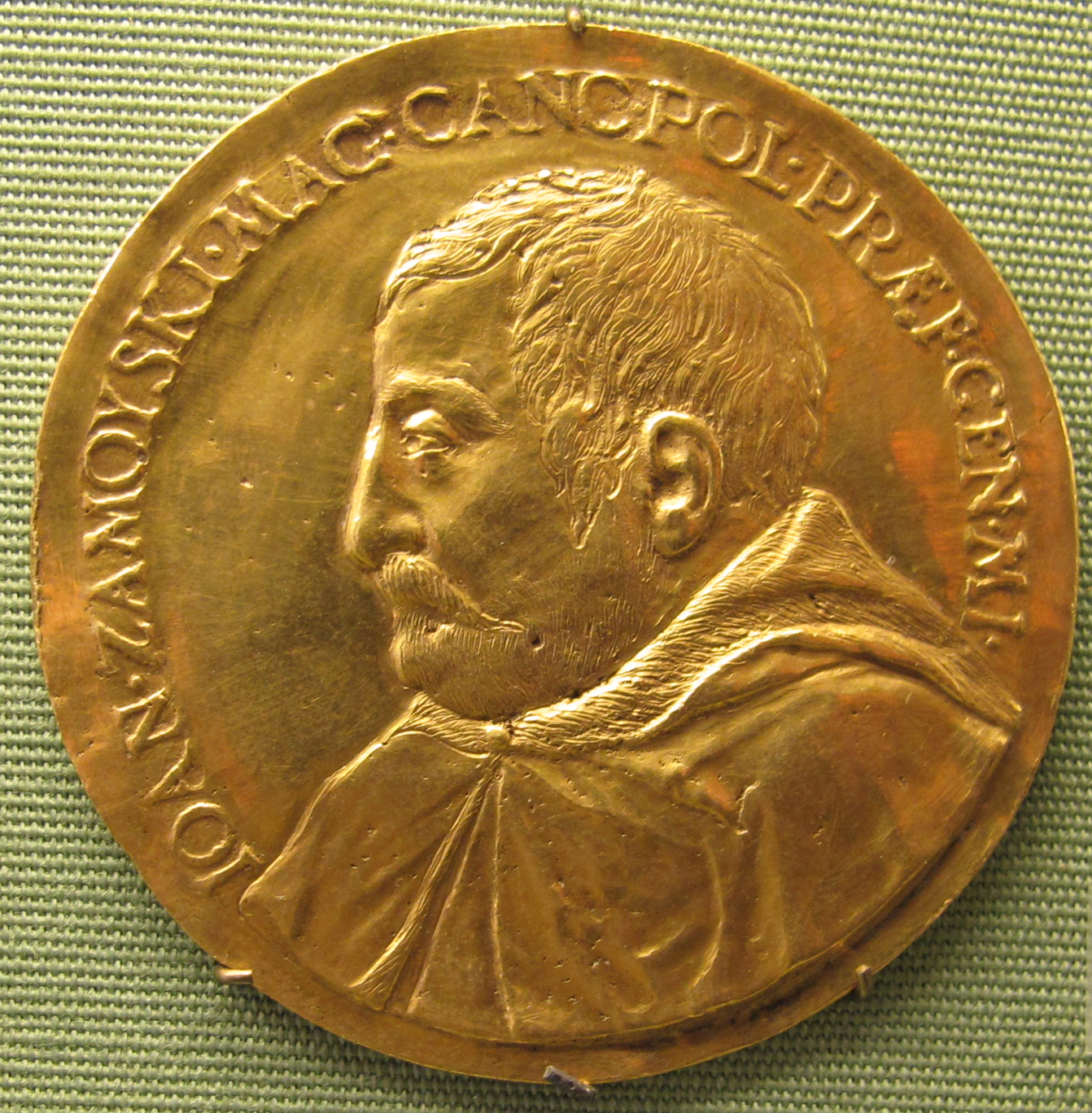
Złoty medal z wizerunkiem Jana Zamojskiego z roku 1598

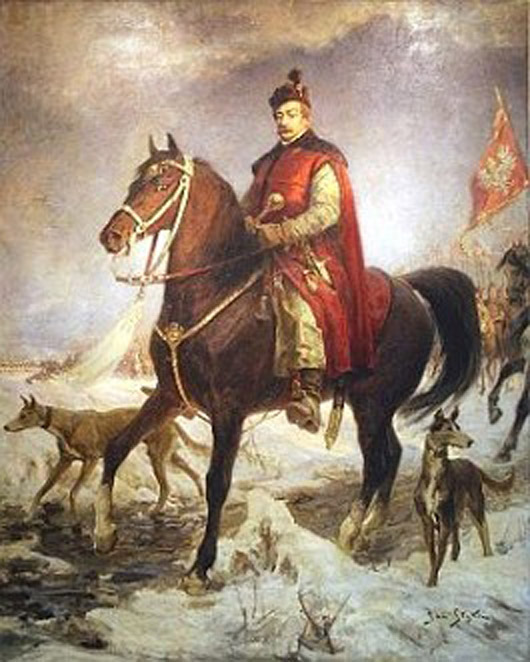
Hetman Jan Zamoyski na koniu, obraz Jana Styki

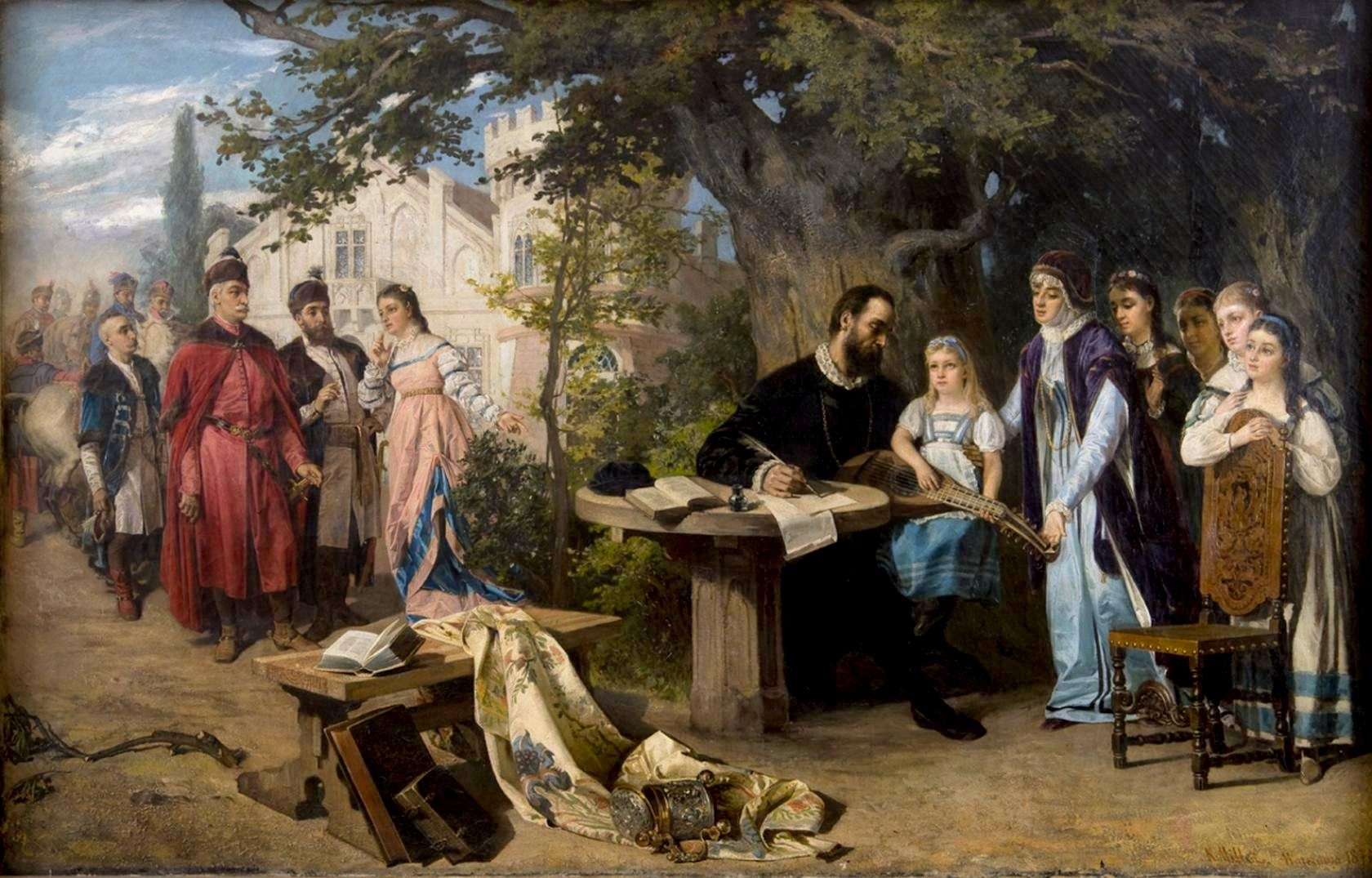
Jan Zamoyski odwiedza Jana Kochanowskiego w Czarnolesie – Karol Miller (1877).

Jan Saryusz Zamoyski urodził się 19 marca 1542 roku w Skokówce, a jego rodzicami byli Stanisław, kasztelan chełmski i Anna Herburtówna z Miżyńca. W 1551 ojciec i rodzina Zamoyskiego przyjęli wyznanie kalwińskie. Kalwinistą był także jego stryj Florian. Pierwsze nauki Jan odebrał w kalwińskim gimnazjum w Krasnymstawie, a następnie został wysłany na studia do Paryża, skąd po kilku latach przeniósł się do protestanckiego Strasburga, a następnie do Padwy, gdzie przeszedł na katolicyzm. W latach 1561–1563 studiował prawo w Padwie. W 1563 r. został wybrany rektorem akademii padewskiej. Tam też napisał po łacinie swe dzieło „De senatu Romano libri duo” („O Senacie Rzymskim Księgi Dwie”), broszurę o starożytnym Rzymie, w której doszukiwał się odniesień zasad konstytucyjnych republiki rzymskiej do Korony Królestwa Polskiego. W oparciu o to dzieło uzyskał doktorat. Od początku studiów poważnie interesował się polityką. Po powrocie do kraju został mianowany sekretarzem króla Zygmunta II Augusta w 1565 r. Jako sekretarz królewski uczestniczył w obradach sejmu lubelskiego w 1569 roku. W 1569 wszedł w skład komisji porządkującej archiwum koronne na Wawelu i przez trzy lata, czytając i segregując dokumenty, poznawał system polityczny i gospodarczy Rzeczypospolitej oraz sposoby tworzenia magnackich majątków.
Po wygaśnięciu dynastii Jagiellonów w 1572, miał ogromny wpływ na ustanowienie w Rzeczypospolitej elekcji viritim, tj. wyboru króla przez ogół szlachty. Był ponoć przyjacielem Mikołaja Sienickiego i Hieronima Ossolińskiego. Poseł na sejm konwokacyjny 1573 roku z województwa bełskiego. Podpisał konfederację warszawską 1573 roku.
Był w opozycji do magnaterii, która chciała zaoferować polski tron Habsburgom. Podczas elekcji w 1573 popierał Henryka Walezego. Z poselstwem do nowo wybranego króla Henryka Walezego udał się do Francji w 1573 roku. Poseł na sejm koronacyjny 1574 roku z województwa bełskiego. Podczas elekcji w 1575 jego faworytem był wrogi Habsburgom Stefan Batory. Był pomysłodawcą wyboru Anny Jagiellonki na króla Polski i przydania jej za małżonka Stefana Batorego. Za panowania Batorego został jego najbliższym politycznym współpracownikiem. W tym czasie był jednym z najpotężniejszych ludzi w kraju, król mianował go kanclerzem wielkim oraz hetmanem wielkim koronnym. Wkrótce stał się jednym z najbogatszych polskich magnatów. Wspierał politykę Batorego przeciwną Habsburgom i imperium osmańskiemu oraz opowiadał się po stronie Batorego w jego dążeniach do wzmocnienia władzy królewskiej i osłabienia magnaterii. Choć nie miał większego doświadczenia wojskowego, wziął na siebie część przygotowań do wojny z Rosją w latach 1579–1581 (zaczął studiować traktaty z dziedziny wojskowości i poznawać organizację różnych armii niedługo przed wyprawą), podczas której zdobył Wieliż i Zawołocze. W zastępstwie króla dowodził całą polską armią podczas oblężenia Pskowa. W 1584 przyczynił się do ujęcia i stracenia banity Samuela Zborowskiego, co sprawiło, że stracił popularność w masach szlacheckich, a nawet rozpoczęto przeciw niemu w 1585 sąd sejmowy, który zajął się analizą legalności jego działań.

### Lata późniejsze: w opozycji do tronu
Po śmierci Batorego w 1586 roku jako kanclerz wielki koronny obecny był na sejmie koronacyjnym Zygmunta III Wazy w Krakowie w 1587/1588 roku. Pomógł Zygmuntowi III Wazie w zdobyciu polskiego tronu, pokonując siły wspierające kandydata Habsburgów, arcyksięcia austriackiego Maksymiliana III Habsburga w bitwie pod Byczyną w 1588, kiedy to magnaci wspierający Maksymiliana próbowali siłą zdobyć stolicę Polski, Kraków. Arcyksiążę został uwięziony na zamku w Krasnymstawie, następnie w Zamościu, po czym na mocy paktów będzińsko-bytomskich jako jeden z warunków zwrócenia wolności, zrzekł się pretensji do polskiego tronu. Zamoyski był sygnatariuszem traktatu bytomsko-będzińskiego.
Mimo wszystko, na samym początku rządów Zygmunta III, Zamoyski, który wiernie służył królom Rzeczypospolitej, dołączył do opozycjonistów walczących z polityką Zygmunta III, chcącego wzmocnić władzę królewską i przeobrazić Rzeczpospolitą w monarchię absolutną poprzez przymierze z Habsburgami w celu zapewnienia sobie ich pomocy w odzyskaniu szwedzkiego tronu. Nowy król obawiał się wpływów kanclerza, a zgodnie z prawem Rzeczypospolitej nie był w stanie odwołać go ze stanowiska. Z kolei Zamoyski traktował króla jak pionka w grze i ignoranckiego obcokrajowca. Jako przeciwnik króla przestrzegał przed niepotrzebną ingerencją Rzeczypospolitej w wojny dynastyczne w Szwecji, zwłaszcza że ciągle istniało zagrożenie ze strony Imperium osmańskiego. Jego polityka i działania przeciwstawiały się (lub ewentualnie próbowały uniknąć) tendencjom w kierunku absolutyzmu, które charakteryzowały pozostałe państwa Europy. Otwarty konflikt między kanclerzem a królem wybuchł podczas sejmu w 1592 r., kiedy Zamoyski odkrył, że Zygmunt spiskuje, aby scedować koronę polską dla Habsburgów w zamian za ich wsparcie w walce o szwedzki tron. Zamoyski nie zdołał zdetronizować króla, ale udało mu się wywalczyć wolną rękę podczas interwencji w Mołdawii, gdzie w 1595 pomógł hospodarowi Jeremiemu Mohyle w objęciu tronu (bitwa pod Cecorą (1595)).
W 1600 r. walczył przeciwko wołoskiemu Michałowi Walecznemu, który zdobył Mołdawię kilka miesięcy wcześniej. Pokonał go w bitwie pod Bukową 20 października 1600 r. i przywrócił tron mołdawski Jeremiemu Mohyle. Pomógł również jego bratu, Szymonowi Mohyle, w objęciu tronu Hospodarstwa Wołoskiego, rozciągając tym samym wpływy Rzeczypospolitej na te kraje aż po Dunaj.
W latach 1600–1601 brał udział w wojnie przeciwko najazdowi szwedzkiemu, dowodząc siłami polskimi w bitwach o Inflanty. W roku 1600 odbił z rąk Szwedów kilka zamków warownych, rok później zdobył Wolmar i Fellin, a w roku 1602 Biały Kamień. Kampania ta była dla niego zbyt surowa, dlatego w 1602 r. zrezygnował z dowództwa. W literaturze historycznej (St. Herbst) krytykowany jest za mało energiczne i schematyczne (według wzorów batoriańskich) prowadzenie walk o Inflanty.
1 lutego 1605 r. wygłosił przed sejmem swój polityczny testament, zalecając wcielenie w życie merkantylistycznych postulatów imitacyjnego modelu wzrostu, polegającego na ściąganiu do Polski zagranicznych rzemieślników i rozwijaniu rodzimej produkcji kosztem importowania z zewnątrz drogich, przetworzonych produktów stworzonych za granicą ze sprowadzonych wcześniej niższym kosztem surowców z Rzeczypospolitej, odtwarzaniu u siebie zaawansowanych produktów z wykorzystaniem zagranicznych technologii z krajów bardziej rozwiniętych.

### Tablica genealogiczna rodziny Jana Zamoyskiego
|  |                    |  |  |  |  |  |  |  |  |  |  |  |  |  |  |  |
|  | Florian Zamoyski   |  |  |  |  |  |  |  |  |  |  |  |  |  |  |  |
|  |                    |  |  |  |  |  |  |  |  |  |  |  |  |  |  |  |
|  |                    |  |  |  |  |  |  |  |  |  |  |  |  |  |  |  |
|  | Feliks Zamoyski    |  |  |  |  |  |  |  |  |  |  |  |  |  |  |  |
|  |                    |  |  |  |  |  |  |  |  |  |  |  |  |  |  |  |
|  |                    |  |  |  |  |  |  |  |  |  |  |  |  |  |  |  |
|  | Anna Komorowska    |  |  |  |  |  |  |  |  |  |  |  |  |  |  |  |
|  |                    |  |  |  |  |  |  |  |  |  |  |  |  |  |  |  |
|  |                    |  |  |  |  |  |  |  |  |  |  |  |  |  |  |  |
|  | Stanisław Zamoyski |  |  |  |  |  |  |  |  |  |  |  |  |  |  |  |
|  |                    |  |  |  |  |  |  |  |  |  |  |  |  |  |  |  |
|  |                    |  |  |  |  |  |  |  |  |  |  |  |  |  |  |  |
|  | Anna Uhrowiecka    |  |  |  |  |  |  |  |  |  |  |  |  |  |  |  |
|  |                    |  |  |  |  |  |  |  |  |  |  |  |  |  |  |  |
|  |                    |  |  |  |  |  |  |  |  |  |  |  |  |  |  |  |
|  | Jan Zamoyski       |  |  |  |  |  |  |  |  |  |  |  |  |  |  |  |
|  |                    |  |  |  |  |  |  |  |  |  |  |  |  |  |  |  |
|  |                    |  |  |  |  |  |  |  |  |  |  |  |  |  |  |  |
|  | Anna Herburt       |  |  |  |  |  |  |  |  |  |  |  |  |  |  |  |
|  |                    |  |  |  |  |  |  |  |  |  |  |  |  |  |  |  |
|  |                    |  |  |  |  |  |  |  |  |  |  |  |  |  |  |  |
|  | Tomasz Zamoyski    |  |  |  |  |  |  |  |  |  |  |  |  |  |  |  |
|  |                    |  |  |  |  |  |  |  |  |  |  |  |  |  |  |  |
|  |                    |  |  |  |  |  |  |  |  |  |  |  |  |  |  |  |
|  | Barbara Tarnowska  |  |  |  |  |  |  |  |  |  |  |  |  |  |  |  |
|  |                    |  |  |  |  |  |  |  |  |  |  |  |  |  |  |  |
|  |                    |  |  |  |  |  |  |  |  |  |  |  |  |  |  |  |

Jego prawnukiem był król Polski i wielki książę litewski Michał Korybut Wiśniowiecki.

## Życie prywatne
Był czterokrotnie żonaty. Pierwszy raz ożenił się w 1570 z Anną Ossolińską córką Jana, chorążego lubelskiego, bratanicą Hieronima kasztelana sandomierskiego. Anna zmarła w połogu w 1572. Drugi raz ożenił się w grudniu 1577 z Krystyną Radziwiłłówną (1560–1580), córką zmarłego w 1565 Mikołaja Radziwiłła, marszałka wielkiego litewskiego, kanclerza wielkiego litewskiego, wojewody wileńskiego. Krystyna zmarła w 1580 na gorączkę połogową. Trzeci raz ożenił się 12 czerwca 1583 roku z Gryzeldą Batorówną (1569–1590), córką Krzysztofa Batorego wojewody Siedmiogrodu, brata króla Polski Stefana Batorego. Gryzelda zmarła w 1590 po porodzie w wieku dwudziestu jeden lat. Czwarty raz ożenił się 12 lipca 1592 z Barbarą Tarnowską (ok. 1566–1610), córką Stanisława Tarnowskiego kasztelana sandomierskiego. Z tego małżeństwa miał syna Tomasza (1594–1638), przyszłego kanclerza wielkiego koronnego oraz córkę Gryzeldę (1596–1599).

## Majątek
W ciągu swojego życia zdążył bardzo się wzbogacić. Pozostawił swojemu spadkobiercy 11 miast i ponad 200 wsi oraz jako dzierżawca dóbr królewskich 12 miast i 612 wsi. Jego roczny dochód szacowany był na 200 000 złotych. W 1580 założył miasto Zamość, a w 1589, w celu utrzymania pozycji rodu i zapobieżenia rozdrobnieniu majątku, utworzył Ordynację Zamojską, którą zarządzało po nim kolejno piętnastu ordynatów i która przetrwała do 1944 r. Zamoyski dbał o racjonalne wydawanie pieniędzy, oferował rzemieślnikom tanie kredyty, sprowadzał kupców, budował huty żelaza i szkła oraz cegielnie. W 1595 r. ufundował Akademię Zamojską. Posiadał własne wojsko, w skład którego wchodziło 4000 piechoty (głównie piechoty węgierskiej) oraz 2000 jazdy.

## Stosunek do religii
Jan Zamoyski patrzył na sprawy religii bardziej poprzez sprawy polityki niż teologii. Jego ojciec i stryj byli kalwinistami, a sam zamienił kalwinizm na katolicyzm dopiero na studiach w Padwie. Pierwsze trzy żony Jana Zamoyskiego były wyznania protestanckiego. Również i jego siostry były kalwinistkami, przyrodnia siostra Zofia wyszła za mąż za kalwinistę Łukasza Działyńskiego, a podobnie siostrzenicę kalwinistkę Annę Oleśnicką wydał za luteranina Jana Dulskiego. Wielu wyznawców protestantyzmu przebywało też na jego dworze i mimo że nie mogli osiedlać się w Zamościu, to cieszyli się swobodą religijną w jego Ordynacji. Kanclerz był też jednym z twórców unii brzeskiej i był przychylnie nastawiony do kościołów wschodnich, czemu dał wyraz pozwalając się osiedlać w Zamościu Ormianom i Grekom. Jan Zamoyski nie lubił ostentacyjnej pobożności, czemu dał wyraz zalecając, by na jego nagrobku nie było żadnych symboli religijnych.

## Twórczość

### Ważniejsze utwory
- De senatu romano libri II, Wenecja 1563, drukarnia Ziletti; wyd. następne: Strasburg 1608; Strasburg 1670; unikat wyd. 3. w Bibliotece w Uppsali
- Oratio qua Henricum Valesium regem renuntiat, Paryż 1573, drukarnia Morelli; wyd. następne przy: S. Reszka De rebus in electione... Henrici regis Poloniae, Rzym 1574; przekł. polski pt. Mowa J. Zamoyskiego do Henryka Walezjusza, wyd. L. Niedźwiedzki (wraz z tekstem łac.), Paryż 1864; przekł. francuski: L. Le Roy, 1574
- 6 mów z lat 1575–1605, wyd. A. Małecki „Wybór mów staropolskich świeckich’, Kraków 1860, Biblioteka Polska, zeszyt 6-8 (tu również wiadomości o wcześniejszych przedrukach); Mowę na sejmie w Warszawie 1605, wyd. J. Czubek Pisma polityczne z czasów rokoszu Zebrzydowskiego 1606–1608, t. 2, Kraków 1918; liczne mowy wyd. w: Archiwum Jana Zamoyskiego; zob. Ważniejsze listy i materiały; zob. także: „Diariusze sejmowe r. 1597”, wyd. E. Berwiński, Scriptores Rerum Polonicarum, t. 20 (1907); por. B. Nadolski „Wybór mów staropolskich”, Wrocław 1961, Biblioteka Narodowa, seria I, nr 175; przekł. francuski mowy z roku 1605, wyd. K. Sienkiewicz, przy wyd.: La deffaicte des Tartares et des Turcs faicte en 1589, Paryż 1859
- Accusationis in Christophorum Sborovium actiones tres, Kraków 1585, drukarnia Łazarzowa (mowy łacińskie przeciw K. Zborowskiemu, wyd. pod nazwiskiem Andrzeja Rzeczyckiego).

Dialectica Ciceronis, wyd. Zamość 1604 – jest dziełem Adama Burskiego, któremu Zamoyski dostarczył materiału, tzw. notat padewskich, i poddał pomysł pracy.

### Ważniejsze listy i materiały
- Archiwum Jana Zamoyskiego, t. 1 (1553-1579), wyd. W. Sobieski, Warszawa 1904; t. 2 (1580-1582), wyd. J. Siemieński, Warszawa 1909; t. 3 (1582-1584), wyd. J. Siemieński, Warszawa 1913; t. 4 (1585-1588), wyd. K. Lepszy, Kraków 1948 (tu m.in.: korespondencja z różnymi osobami: Albrechtem księciem pruskim, Górkami, Henrykiem Walezym, S. Hozjuszem, S. Karnkowskim, W. Laureo, cesarzem Maksymilianem, P. Manucjuszem, P. Myszkowskim, A. Opalińskim, A. Possewinem, Radziwiłłami, Stefanem Batorym, K. Sygoniuszem, Zygmuntem III; z różnymi urzędami oraz korespondencja różnych osób dot. J. Zamoyskiego; wyd. po raz pierwszy z rękopisów, a także przedruki większości niżej podanych pozycji; zestawienie innych wyd. wcześniejszych zob.: Archiwum..., t. 1, wstęp: s. VII-VIII; listy z roku 1583, pominięte w t. 3 Archiwum..., znajdują się w kopiariuszu Andrzeja Opalińskiego, Biblioteka Kórnicka)
- Do Pawła Manucjusza, dat. w Padwie 23 października 1562, 2 kwietnia 1563, wyd. K. Miaskowski „Dwa nieznane listy J. Zamoyskiego do Pawła Manucjusza”, Pamiętniki Literackie, rocznik 4 (1905)
- Korespondencja z lat 1574–1602 z Radziwiłłami, wyd. W. Nehring „Listy J. Zamoyskiego do Radziwiłłów”, Kwartalnik Historyczny 1890
- Do Fulwiusa Ursina, dat. w obozie pod Gdańskiem 24 czerwca 1577; do S. Reszki, dat. we Lwowie 13 września (brak roku), w Glinianach 22 września 1589; do biskupa Piotra Dunina Wolskiego, dat. w obozie pod Pskowem 24 grudnia 1581; do M. Kromera, dat. w Zamościu 4 listopada 1584; od W. Goślickiego, dat. w Książu 26 sierpnia 1590; od. J. Ursinusa, dat. w Padwie 31 grudnia 1599; wyd. T. Wierzbowski Materiały do dziejów piśmiennictwa polskiego, t. 1, Warszawa 1900
- Korespondencja z lat 1577–1604 z Radziwiłłami, wyd. A. Sokołowski „Archiwum Domu Radziwiłłów”, Scriptores Rerum Polonicarum, t. 8 (1885)
- Pojedyncze listy (w całości i fragm.) z lat 1581–1582 do A. Bolognettiego, M. Kromera, wyd.: L. Boratyński Monumenta Poloniae Vaticana, t. 4 (1915); E. Kuntze i C. Nanke Monumenta Poloniae Vaticana, t. 5 (1923/1933)
- 9 listów z lat 1584–1600 do S. Reszki, wyd. A. Grabowski Starożytności historyczne polskie, t. 2, Kraków 1840, s. 390–404
- Do S. Szymonowica, dat. w Czochowicach 13 kwietnia 1587; w Zamościu 12 marca 1593 oraz kilkanaście listów z lat 1589–1602 od S. Szymonowica, wyd. A. Bielowski „Szymon Szymonowic”, Pamiętniki AU, t. 2 (1875) i odb.
- Do Zygmunta III, dat. spod Byczyny 25 stycznia 1588, wyd. A. Grabowski Starożytności historyczne polskie, t. 2, Kraków 1840, s. 79–80
- 5 listów z roku 1592 do Zygmunta III, wyd. E. Barwiński „Dyjaryjusze i akta sejmowe z r. 1591-1592”, Scriptores Rerum Polonicarum, t. 21 (1911)
- List do Stanisława Włodka, wojewody bełskiego, dat. w Zamościu 10 listopada 1599, uniwersał dat. w Zamościu 9 listopada 1599, wyd. F. Bostel Kwartalnik Historyczny 1891
- Pojedyncze listy z lat 1581–1585 od: Stefana Batorego, A. Bolognettiego, Grzegorza XIII, A. Possewina, S. Reszki, H. Rozdrażewskiego; wyd.: E. Kuntze i C. Nanke Monumenta Poloniae Vaticana, t. 5 (1923/1933); E. Kuntze Monumenta Poloniae Vaticana, t. 6 (1938), t. 7 (1938/1948-1950)
- Pojedyncze listy od różnych osób z roku 1582, wyd. I. Polkowski „Sprawy wojenne króla Stefana Batorego. Dyjaryjusze, relacyje, listy i akta z lat 1576–1586”, Kraków 1887, Acta Historica Res Gestas Poloniae Illustrantia, t. 11
- 5 listów od S. Szymonowica z lat 1593–1602 oraz kilka listów z lat 1591–1604 od różnych osób (m.in.: A. Czahrowskiego, A. Kochanowskiego, E. Otwinowskiego, P. Skargi, J. Ursinusa), wyd. W.A. Maciejowski Piśmiennictwo polskie, t. 3 Dod., Warszawa 1852; listy od S. Szymonowica przedr. S. Węclewski przy: S. Szymonowic: Sielanki i kilka innych pism polskich, Chełmno 1864
- Streszczenia listów od dygnitarzy tureckich z okresu 1578-1602(?), zob.: „Katalog dokumentów tureckich. Dokumenty do dziejów Polski i krajów ościennych w latach 1455–1672, oprac. Z. Abrahamowicz, Warszawa 1959, Katalog Rękopisów Orientalnych ze Zbiorów Pol. PAN Zakład Orientalistyki, t. 1, cz. 1.
- Notaty heraldyczno-sfragistyczne, wyd. F. Piekosiński Studia, rozprawy i materiały z dziedziny historii polskiej i prawa polskiego, t. 7. II: Jana Zamojskiego notaty heraldyczno-sfragistyczne, Kraków 1907
- Collectanea vitam resque gestas J. Zamoiscii... illustrantia, wyd. A. T. Działyński, Poznań 1861 (tu m.in.: De nuptiis... 1583; Oratio ab A. Burscio; M. Dresseri Epistola, 1607)
- Dokumenty różne, dotyczące m.in.: nominacji, spraw majątkowych; kwity, przywileje, uniwersały – wyd. w: Archiwum Jana Zamoyskiego, t. 1 (1553-1579), wyd. W. Sobieski, Warszawa 1904; t. 2 (1580-1582), wyd. J. Siemieński, Warszawa 1909; t. 3 (1582-1584), wyd. J. Siemieński, Warszawa 1913; t. 4 (1585-1588), wyd. K. Lepszy, Kraków 1948
- Dokumenty różne – zob. Katalog dokumentów Biblioteki Zakładu Narodowego im. Ossolińskich, cz. 1, oprac. A. Fastnacht, Wrocław 1953; inne akta, dokumenty, korespondencja – w Archiwum Głównym Akt Dawnych w Warszawie
- Wiadomości o rękopisach podają m.in.: P. Savio „De actis Nuntiaturae Poloniae quae partem Archivi Secretariatus Status constituunt”, Watykan 1947, Studia Teologiczne XIII, s. 96 – E. Czapski „Documents polonais dans les archives des Gonzagues à Mantue”, Antemurale (Rzym), t. 3 (1956) – M. Bogucka „Polonica z XVI i XVII wieku w archiwach czeskich”, Przegląd Historyczny 1957, zeszyt 1, s. 84 – K. Lepszy, J. Tazbir „Poszukiwania naukowe na Węgrzech”, Kwartalnik Historyczny 1957, nr 2, s. 279–280 – A. Mączak „Wyniki poszukiwań źródłowych dotyczących wojny polsko-szwedzkiej 1655-1660, dokonanych w Szwecji w r. 1955”, Przegląd Historyczny 1956, zeszyt 1
- List do rektora Akademii Zamojskiej, dat. na rok 1585 (wyd. M. Hornowska, Warszawa 1927, Prace Nauk. Oddz. Warsz. Komisji do Badań Dziejów Wychowania i Szkolnictwa w Polsce nr 1) nie jest autentyczny, jak stwierdził S. Łempicki (Minerwa Polska 1927).

## Upamiętnienie

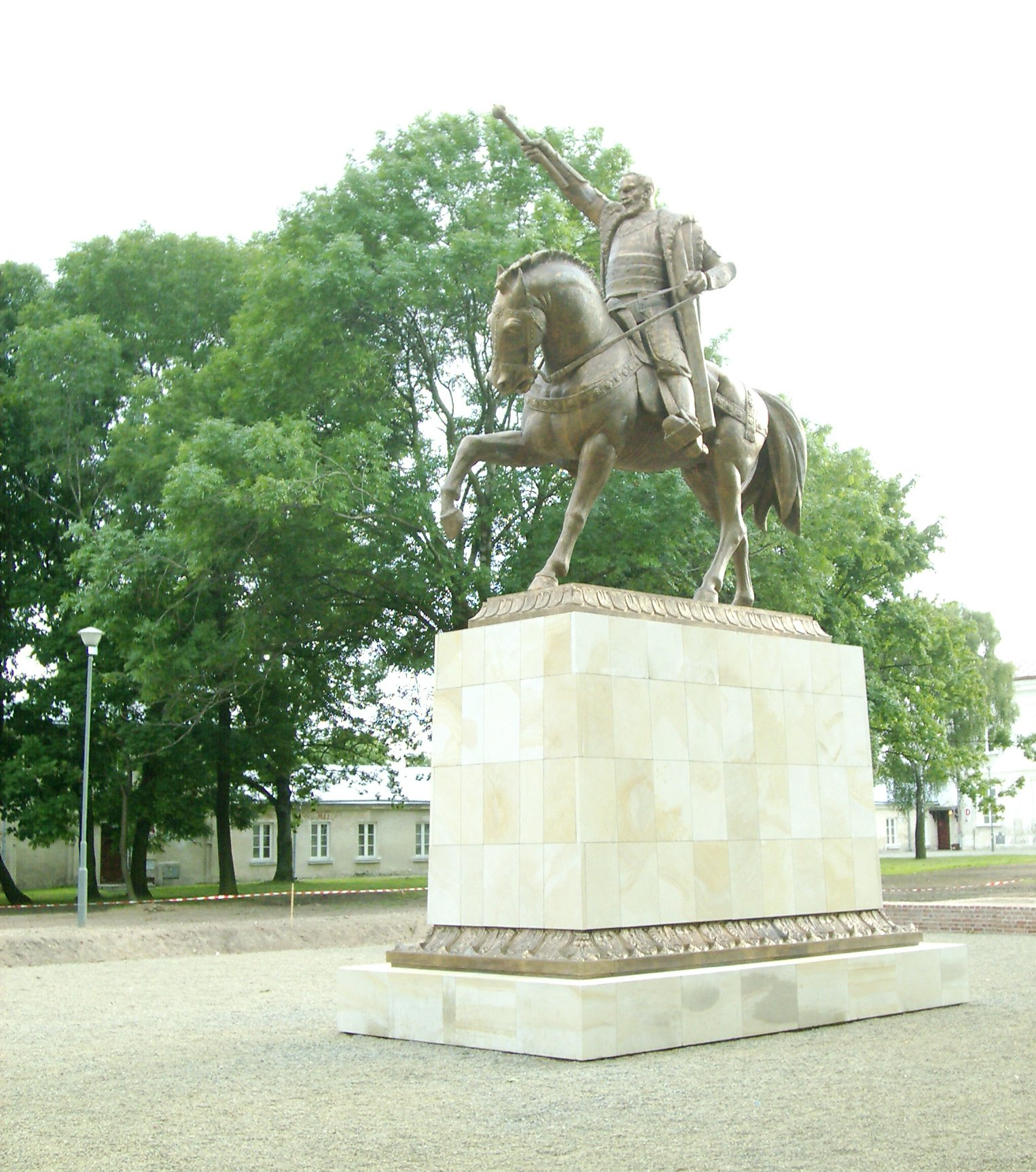
Pomnik Jana Zamoyskiego w Zamościu

2 lutego 1919 przy poznańskiej Miejskiej Szkole Realnej powstała drużyna harcerska, która istnieje do dziś jako szczep Poznańska Czarna Trzynastka im. het. Jana Zamoyskiego przy VIII Liceum Ogólnokształcącym oraz Aeroklubie Poznańskim.
W 1938 imię hetmana otrzymał 2 Pułk Artylerii Ciężkiej, stacjonujący w garnizonie Chełm.
Od 29 lipca 2004 hetman Jan Zamoyski jest patronem 34 Brygady Kawalerii Pancernej, stacjonującej w garnizonie Żagań.
W Lublinie działa 4 Lubelska Drużyna Wędrownicza „Czarna Czwórka” im. hetmana Jana Zamoyskiego, która należy do Związku Harcerstwa Polskiego, działająca przy Hufcu ZHP Lublin.
Jan Zamoyski jest patronem XVIII Liceum Ogólnokształcącego w Warszawie, II Liceum Ogólnokształcącego w Lublinie oraz I Liceum Ogólnokształcącego w Zamościu.

## Kultura masowa
- Kanclerz – serial telewizyjny z 1989, w którym Jana Zamoyskiego zagrał Marcin Troński.